# Dominik Topinka
Dominik Topinka (né le 31 juillet 1993) est un coureur cycliste tchèque, spécialisé en BMX et dans les disciplines de sprint sur piste.

## Biographie
Dominik Topinka participe principalement à des courses de BMX jusqu'en 2019. En 2020, il devient vice-champion d'Europe de vitesse par équipes avec Tomáš Bábek, Martin Čechman et Jakub Šťastný. En 2021, il devient champion national de vitesse par équipes. En 2022, il souffre de problèmes de santé avec une mononucléose infectieuse et de l'arythmie cardiaque due à une infection au Covid-19. Il ne peut donc pas participer aux mondiaux sur piste de 2022 en France. Et 2023, il fait son retour à la compétition en décrochant les titres nationaux sur la vitesse par équipes et le kilomètre. 
Aux championnats d'Europe 2024 à Apeldoorn, aux Pays-Bas, le trio de vitesse par équipes tchèque composé de Topinka, Martin Čechman et Matěj Bohuslávek prend la septième place et échoue à se qualifier aux Jeux olympiques de Paris.

## Palmarès sur piste

### Championnats d'Europe
| Édition/Épreuve | Vitesse par équipes                     | Vitesse individuelle |
| Plovdiv 2020    | Argent (avec Bábek, Šťastný et Čechman) |                      |
| Granges 2023    | 7e                                      | 15e                  |

### Championnats nationaux
- 2020
  - 2e de la vitesse par équipes
- 2021
  -  Champion de République tchèque de vitesse par équipes
- 2023
  -  Champion de République tchèque du kilomètre
  -  Champion de République tchèque de vitesse par équipes

## Palmarès en BMX
- 2017
  -  Champion de République tchèque de BMX
- 2018
  -  Champion de République tchèque de BMX
- 2019
  -  Champion de République tchèque de BMX